# マガフ
マガフ（Magach 、ヘブライ語：מג"ח）は、イスラエル国防軍（IDF）の第2.5世代主力戦車。アメリカ製のM48パットンおよびM60パットンをベースに、同軍独自の改良が施されている。

## 概要
1960-70年代にかけて、イスラエルは西ドイツおよびアメリカから150両ほどのM48を購入し、1967年の第三次中東戦争において使用した。さらに、この戦いでヨルダンから数十両のM48A1を鹵獲した。これらのM48は、初期型でほぼオリジナルと同じ仕様だったが、休戦後にいくつかの改修作業が行われた。主砲を元の90mm砲から西側標準のイギリス製L7 105mm戦車砲に換装し、引火性の高いガソリンエンジンはディーゼルエンジンに交換された。背が高く使い勝手の悪かったオリジナルのM1 キューポラは、応急的にM4 シャーマンの防弾窓付きキューポラに換装された（後にウルダン社製キューポラに換装）が、元のキューポラそのままの車両でも、機銃は外付けに変更される例が多かった。
1973年の第四次中東戦争までにはすでに約800両のマガフ3が配備されており、さらに数両のM60（マガフ6）が追加されていたが、同戦争にて被弾した多くのM48/M60が砲塔駆動装置の作動油に引火して炎上する欠点により失われ、穴埋めとして1970年代にM48A5（マガフ5）とM60、M60A1が追加導入された。1980年以降は、主力戦車の座を国産戦車メルカバに譲ったものの、多くの部隊で引き続き使用され、メルカバやショットと同様に射撃能力と防御力に主眼を置いた改修が繰り返された。レバノン内戦では対戦車ミサイル対策としてブレイザー ERAを装備、さらに複合装甲やメルカバ型の履帯を装備した型も登場した（マガフ7、マガフ6B GAL BATASH）。
2000年頃には約1,500両が現役であったが、その大半はM60またはM60A1を基にしたマガフ6B GAL/7A/7Cであった。M48を基にしたマガフ3/5は、ショットやチラン4/5に比べて地雷に対する防御力が弱い事などから、ナグマホンやアチザリットのような装甲兵員輸送車に改修して車体を再利用する試みなども行われていなかったが、2014年頃に、一部車両が後述のペレフ（Pereh）に改造され、第一線に復帰していることがわかった。

## 「マガフ（Magach）」の名称の由来

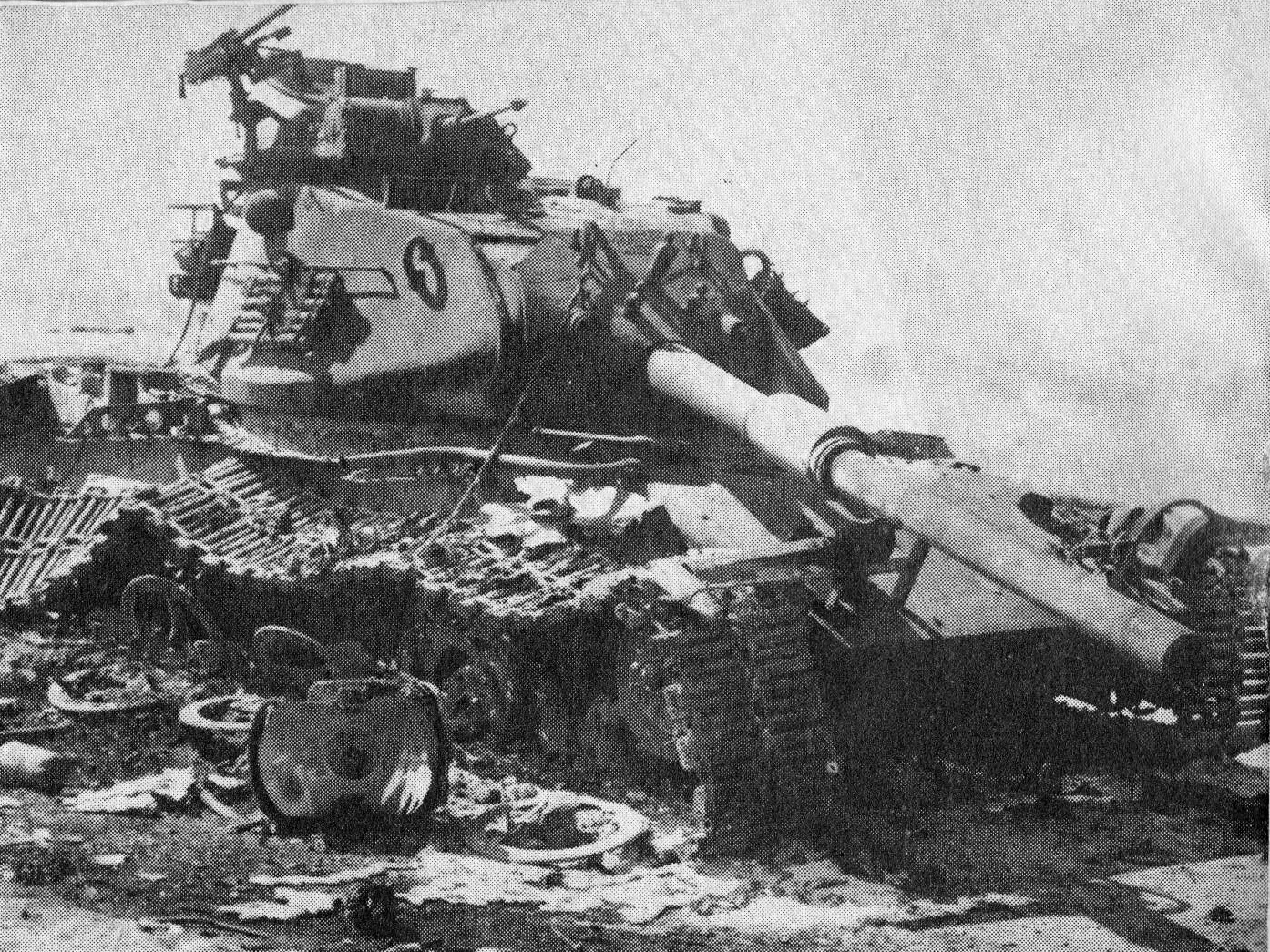
ヨム・キプール戦争時、シナイ半島で破壊され炎上したM60A1

公式には「Magach」は「Merkevet Giborey Chayil（ヘブライ語で「戦争英雄の戦車」）」の略とされているが、他に俗説として、同軍最初のM48が西ドイツ経由で輸入されたためにヘブライ語で「4」「G（Germany）」「8」を示す文字を繋いだ物、同様に「M48A3」の略語、「M48A3」の文字が「MAgAch」に似ているため、その他諸説がある。
なお、IDF兵士の間では、「Magach」は「Movil Gviyot Charukhot（ヘブライ語で「焼死体運搬車」）」の略だとするジョークが言われている。これは前述のように、ヨム・キプール戦争（第四次中東戦争）において被弾したM48/M60が炎上するケースが多かったためと言われている。

## 形式
マガフは、大別してM48を基にしたマガフ3/5と、M60、M60A1/A3を基にしたマガフ6/7に大別される。
マガフ共通の特徴として、12.7mm M2重機関銃の内蔵や防弾窓の装備により車高が高くなったオリジナルのM1 キューポラから、車高を抑えて被発見率を低下させる目的で背の低いウルダン社製キューポラに換装されている事が挙げられる（このウルダン社製キューポラは、アメリカ本国のM48A5やM103にも採用されている）。元々IDFではキューポラの防弾窓やペリスコープを使わずに肉眼（アイボール・センサー）による周囲確認が徹底教育されており、ウルダン社製キューポラにもハッチをわずかに持ち上げて車長の頭部を保護したまま周囲を目視できる機構が組み込まれている。なお、同キューポラ導入以前に、応急的にM4 シャーマンの防弾窓付きキューポラを装備した車両も見られた。
さらに、メルカバやショット同様の近年のIDF戦車共通の装備として、主砲防盾上部のサーチライト用マウントに遠隔操作式の12.7mm M2重機関銃を同軸装備して近距離砲撃訓練や非装甲・軽装甲目標への攻撃手段とし、また、対歩兵戦闘用に車長用キューポラと装填手用ハッチ左側にそれぞれ1挺ずつの7.62mm機関銃（ブローニングM1919かFN MAG）を搭載し、砲塔右側面に60mm迫撃砲が搭載され、砲塔両側面に発煙弾発射機を装着するなどしている。

### マガフ3

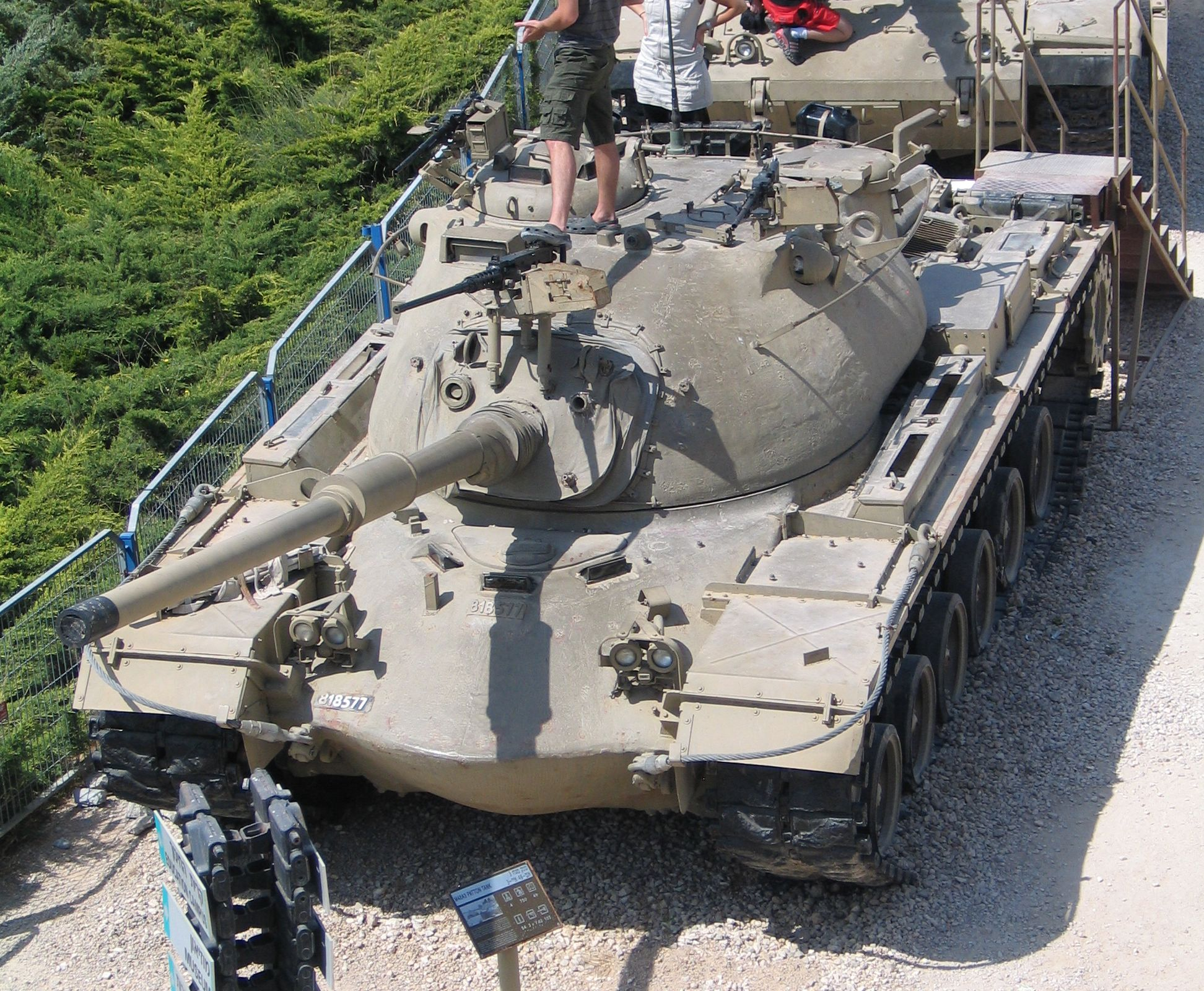
主砲をオリジナルの90mm砲からL7 105mm砲に換装したマガフ3

M48A1/A2C/A3の改修型。主砲をイギリス製L7 105mm戦車砲に、動力系をコンチネンタル AVDS-1790-2A ディーゼルエンジンとアリソン CD-850-6変速機に換装し、ウルダン社製キューポラを装備している。後にブレイザー ERAを追加した車両もある。

### マガフ5

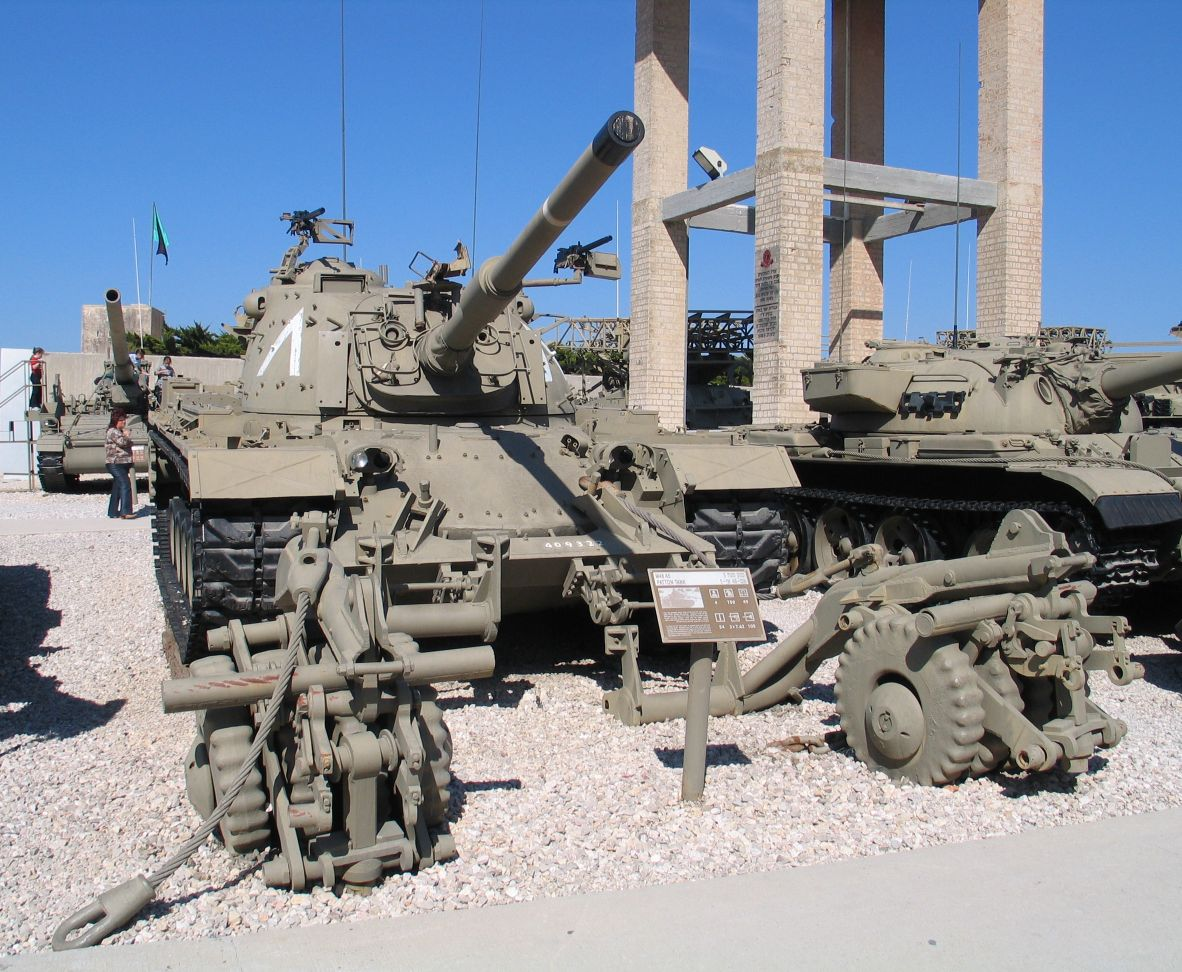
前面に地雷除去装置を装備したマガフ5。車体にブレイザー ERAを装着するためのボルトが突き出ている

M48A5、もしくは既存のマガフ3からの改修型。マガフ3とほぼ同じだが、動力系がAVDS-1790-2D エンジンとCD-850-6A変速機に変更されている。

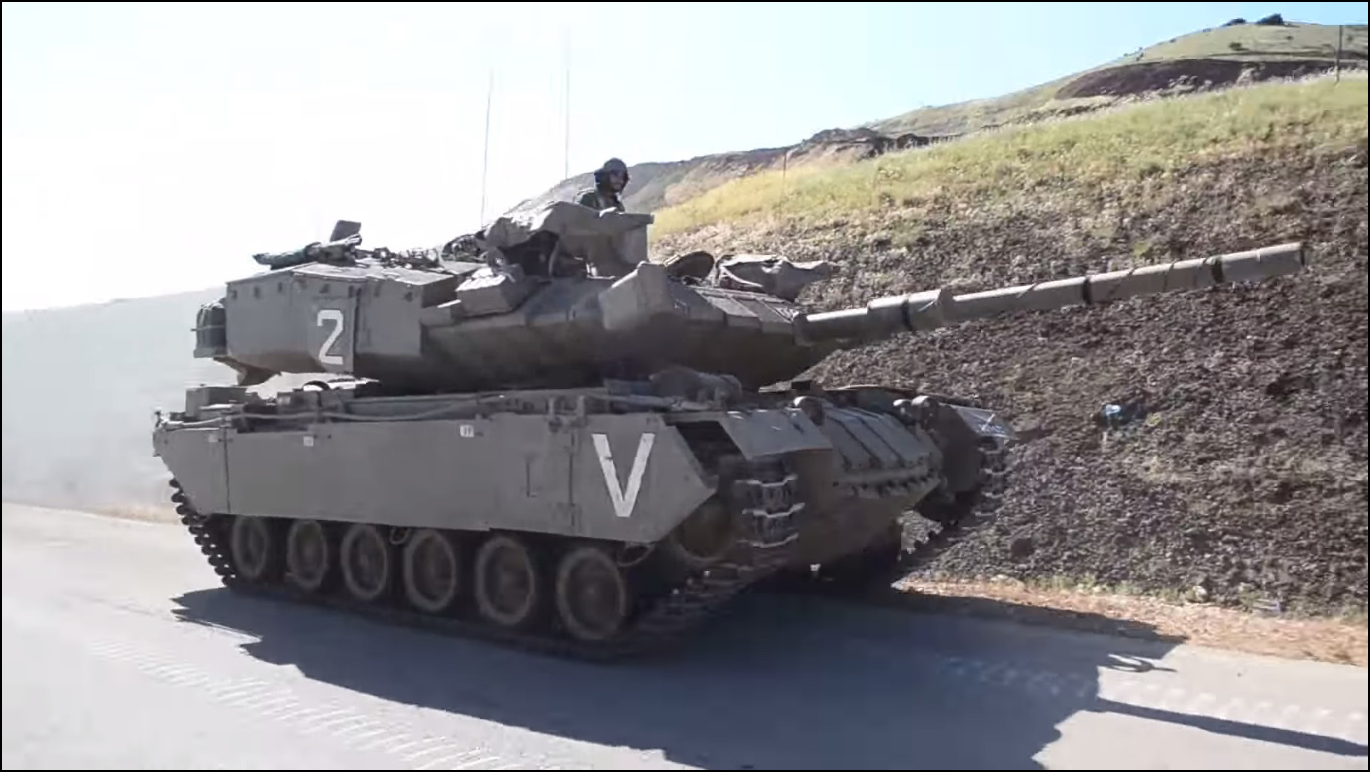
マガフ5をベースにした、スパイク-NLOS運用車両、ペレフ

ペレフ（Pereh）
2014年頃に存在が確認された。マガフ5の改造車両で、砲塔後半部に12発のスパイク-NLOS対戦車ミサイル発射機を搭載した車両。砲塔後半の上部にはスパイクの誘導用アンテナ類が畳まれた状態で収納され、使用時には展開される。砲塔前半部にはダミーの砲身が装備され、くさび形のERAあるいは複合装甲ブロックが装着されており、ドイツ連邦軍のレオパルト2A5/A6のようなシルエットとなっている。車体前半はERAブロックで防護され、サイドスカート・スモークディスチャージャー・メルカバタイプのキャタピラなど、後述のマガフ7やマガフ6B GAL BATASHなどに相当するようなアップデートが施されている様である。一見するとマガフ7などからの改造車両のようにも見えるが、車体の前縁部が円弧状であることから、M48系の車体であることが判る。

### マガフ6

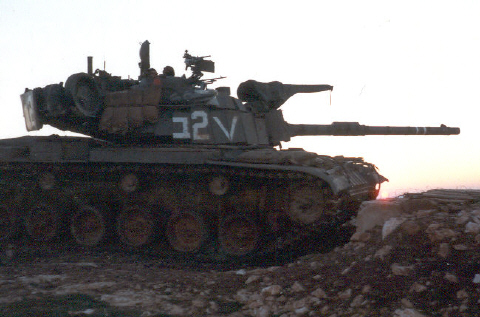
亀甲型砲塔のM60にナハル・オズ FCSを搭載したマガフ6M

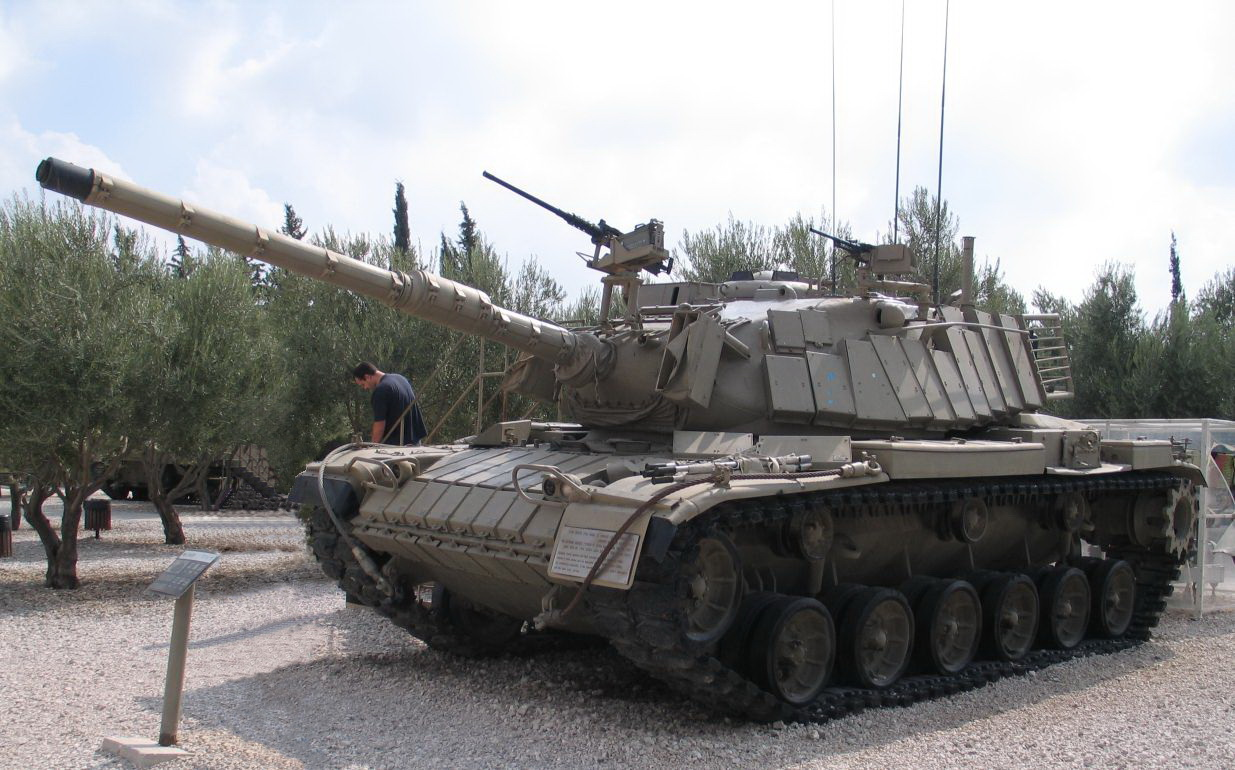
M60A1の車体と砲塔にブレイザー ERAを装着したマガフ6B

M60/A1/A3の改修型で、マガフ系列では最も派生形の種類が多い。全タイプ共通で、ウルダン社製キューポラとブレイザー ERAを装備。更に主砲砲身への放熱用サーマルジャケット装着、砲塔後部バスケットの大型化、砲塔側面への発煙弾発射機の追加装備、などの改修が各タイプに対し逐次行われた。亀甲型砲塔のM60は、後にマガフ7に改修された。
マガフ6（Magach6）
ほぼオリジナル状態のM60。1973年の第四次中東戦争で使用された。後にマガフ6R、6Mに改修され、更にマガフ7に発展。
マガフ6R（Magach6 Reish）
1970年代後半にマガフ6から改修。M60のエンジンをより出力の大きなAVDS-1790-2AGに換装した型。ブレイザー ERA装着、砲塔後部バスケットの大型化、60mm迫撃砲および機銃の追加装備、発煙弾発射機の追加装備、砲塔旋廻モーター強化、砲身スタビライザー更新、などの改修が行われた。
マガフ6R*（Magach6 Reish Kochav）
1980年代前半にマガフ6Rから改修。マガフ6RのFCSをナハル・オズ（Nachal-oz）に更新したもの。
マガフ6M（Magach6 Mem）
1980年代前半にマガフ6R/R*から改修。マガフ6Rにナハル・オズ FCSを搭載し、主砲砲身への放熱用サーマルジャケット装着、砲塔風向センサー追加の改修を行ったタイプ。この改修と同時期頃から、メルカバ型のキャタピラに換装する改修が行われているが、全車両では無い。後に、マガフ6Mを元にマガフ7への改修が行われた。
マガフ6M Tadach（Magach6 Mem Tadach）
マガフ6Mに米国製M9 ドーザーブレードを装着したバージョン。28両のマガフ6Mがこの改修を受けた。
マガフ6A（Magach6 Alef）
ほぼオリジナル状態のM60A1。1973年の第四次中東戦争で使用された。後に全て6Bに改修された。
マガフ6B（Magach6 Bet）
1970年代後半にマガフ6Aから改修。M60A1RISE（アメリカ軍のA3相当改修型）同様に、エンジンをAVDS-1790-2Cに換装。これに加えて、ブレイザー ERA装着、60mm迫撃砲および機銃の追加装備、発煙弾発射機の追加装備、砲塔旋廻モーター強化、砲身スタビライザー更新、などの改修が行われた。マガフ6からマガフ6Rへの改修とほぼ同様の内容である。
マガフ6B ガル（Magach6 Bet Gal）
1980年代前半にマガフ6Bから改修。マガフ6BのFCSをガル（Gal）に変更し、主砲砲身への放熱用サーマルジャケット装着、砲塔風向センサー追加、砲塔後部バスケットの大型化、の改修を行ったタイプ。FCSの種類が異なる他は、マガフ6Rからマガフ6Mへの改修とほぼ同様の内容である。また、この改修と同時期頃から、メルカバ型のキャタピラに換装する改修が行われているが、全車両では無い。
マガフ6B ガル・バタシュ（Magach6 Bet Gal Batash）
1990年代前後半にマガフ6B ガルから改修。6BガルにERAに代わって、マガフ7同様の「第4世代型」増加装甲を追加しており、エンジンもマガフ7Cと同じAVDS-1790-5Aに換装され、出力が750hpから900hpに増大している。砲塔の前面と側面に大きく張り出した楔形装甲が特徴。サイドスカートも追加装着されている（前側の4枚ずつは中空装甲）。マガフ系列で最後の改修型で改造数は少なく、しばしば「マガフ7D」あるいは「マガフ8」と呼ばれている事がある。
マガフ6B バズ（Magach6 Bet Baz）
マガフ6BのFCSを、メルカバ Mk 3Bと同型のバズに変更したもの。プロトタイプに近く、改造数は少ない。
マガフ6C（Magach6 Gimel）
ほぼオリジナル状態のM60A3。導入後、マガフ6Bと同等の改修が行われた（ブレイザー ERA装着など）が、電子機器などがM60A1と異なる点が多かったためか、マガフ6B ガル相当の改修（FCS更新、砲塔後部バスケット変更）は行われていない。1982年のガリラヤの平和作戦に投入され、その後は改修を受けず予備役扱いとなった。オリジナルのM60A3のサーマルスリーブ（砲身被筒）がそのままになっている事などが識別点となる。

### マガフ7

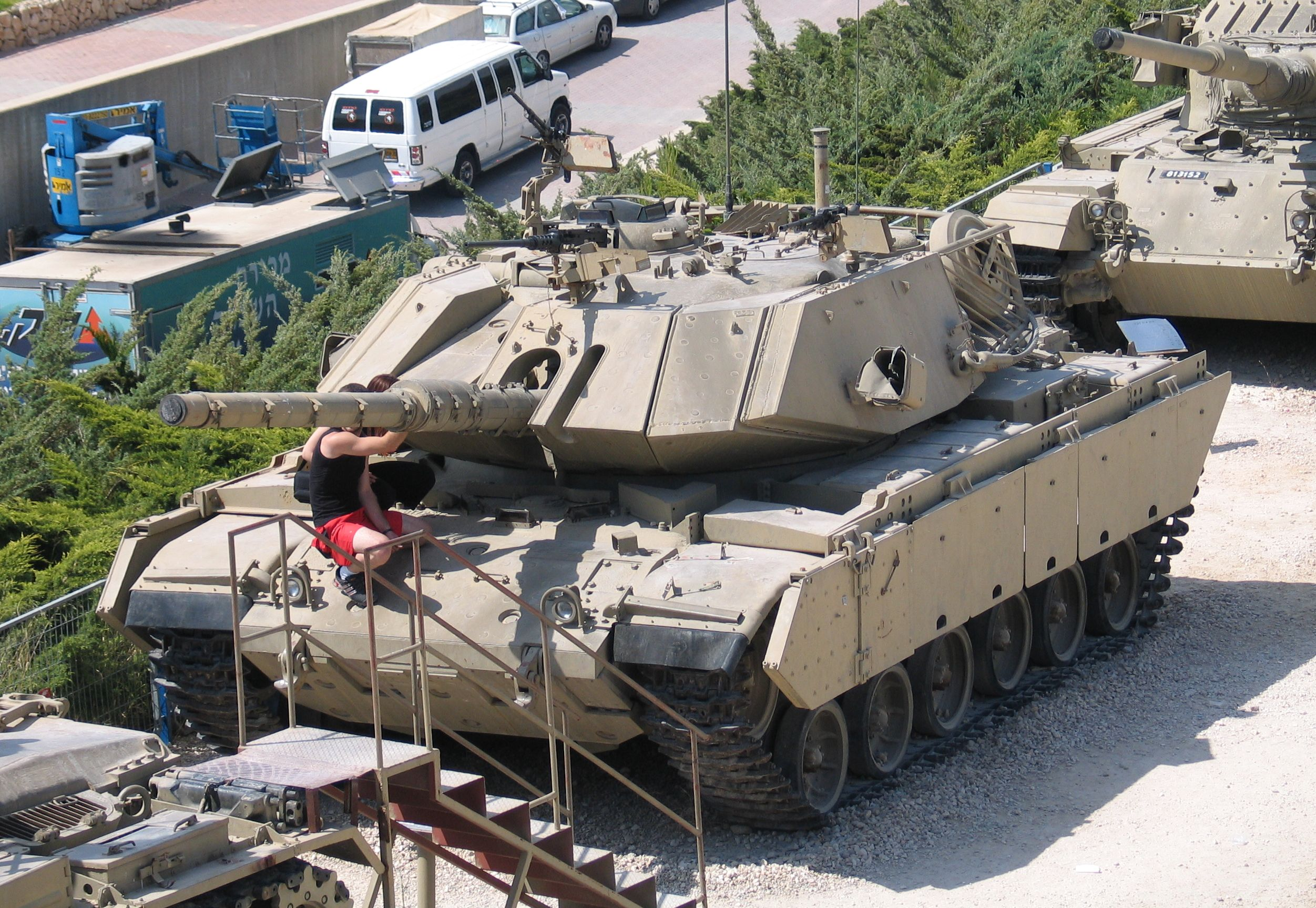
車体と砲塔に複合装甲を追加し、キャタピラ部分を覆うサイドスカートを装備したマガフ7C

1982年のレバノン侵攻におけるシリア軍戦車との交戦で、ブレイザー ERAは戦車の主砲から発射される徹甲弾に対してはほとんど無力であることが判明し、さらに、近年の対戦車ミサイルやRPG-7、RPG-29などのタンデム弾頭化によりHEAT弾に対する有効性も大きく低下したため、更なる防御力強化の必要から開発された。マガフ6R/6Mの車体前部と砲塔の増加装甲をERAから「第4世代型」増加複合装甲に換装。
改修のベースになった砲塔は全てM60の亀甲型砲塔で、M60A1およびM60A3の砲塔は形状が異なるため使用されていない。車体左右にもサイドスカート（前側の2枚ずつは中空装甲）を追加した。キャタピラも従来のM60系で用いられたゴムの滑り止め付きダブルピン方式からメルカバと同型の総鋼鉄製シングルピン方式に変更された。砲塔の増加装甲の改修によりA/Cの2タイプが存在する（Bは試作のみ）。
なお、マガフ7系列のFCSについては、マガフ6Mのナハル・オズのままであるとする資料と、メルカバ Mk 2やショット・カルDと同型のマタドールに換装されたとする資料が混在している。
マガフ7A（Magach7 Alef）
砲塔の複合装甲が垂直に近い形状をしている。このため、戦闘時の戦車長の前方視界がかなり悪かった。また、重量が増加したのに対してエンジンの強化を行っておらず、パワー不足気味であった。当初、このタイプは単に「マガフ7」と呼ばれていたが、後述のマガフ7C（Magach7 Gimel）に改修された後に、区別するためにマガフ7A（Magach7 Alef）と呼ばれるようになった。なお、全てのマガフ7がマガフ7C仕様に統一されたわけではなく、マガフ7A仕様のまま運用が続けられている車両も存在する。
マガフ7B（Magach7 Bet）
試作車両。砲塔前面部の複合装甲はマガフ7Cに近い形状をしている。マガフ7Aの装甲形状だけを改良したタイプで、その後すぐに後述のマガフ7C仕様に改修されたものと思われる。
マガフ7C（Magach7 Gimel）
重量増加に対応するためにエンジンをAVDS-1790-5Aに換装し、出力が750pから900hpに増大。砲塔前面の複合装甲が楔形になり、戦車長の視界が改善された。亀甲型砲塔のM60 ベースのマガフ系列の車両としては、マガフ7Cが最後の量産改修型となる。
マガフ7D（Magach7 Dalet）
マガフ6B ガル・バタシュの別名。IDFでは正式には使用されていない名称である。

### サブラ
輸出用改修パッケージ。M60A1ないしA3をベースにマガフ7C / マガフ6B ガル・バタシュ相当の第4世代複合増加装甲を装着しメルカバ Mk.3と同じ120mm滑腔砲を搭載した車両。トルコの要求に基づき改修されたサブラ Mk.IIがトルコ陸軍に「M60T」として採用された。

## 派生型

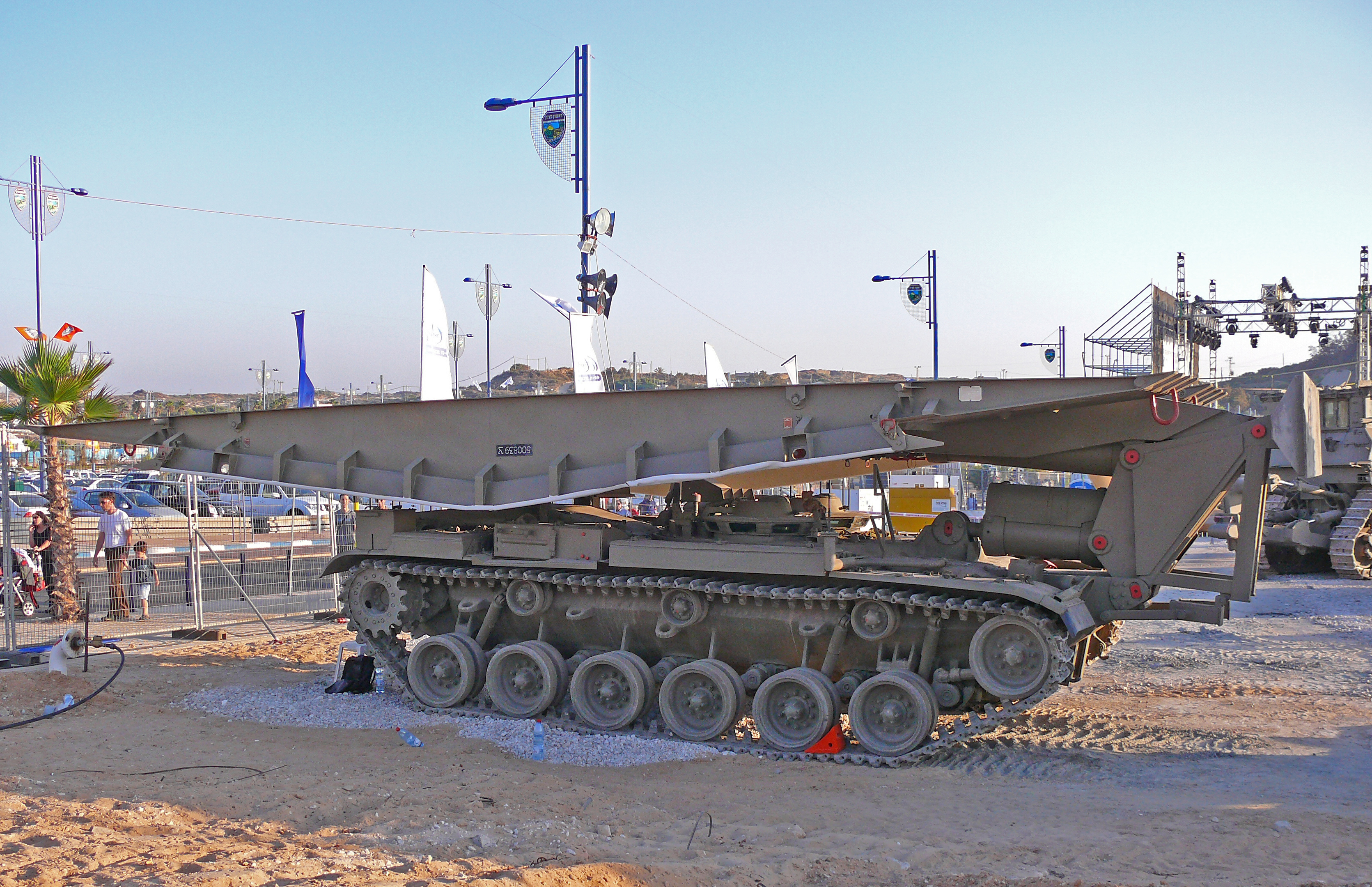
Magach Tagash Tsemed
この車両は架橋を一つしか搭載していない状態である

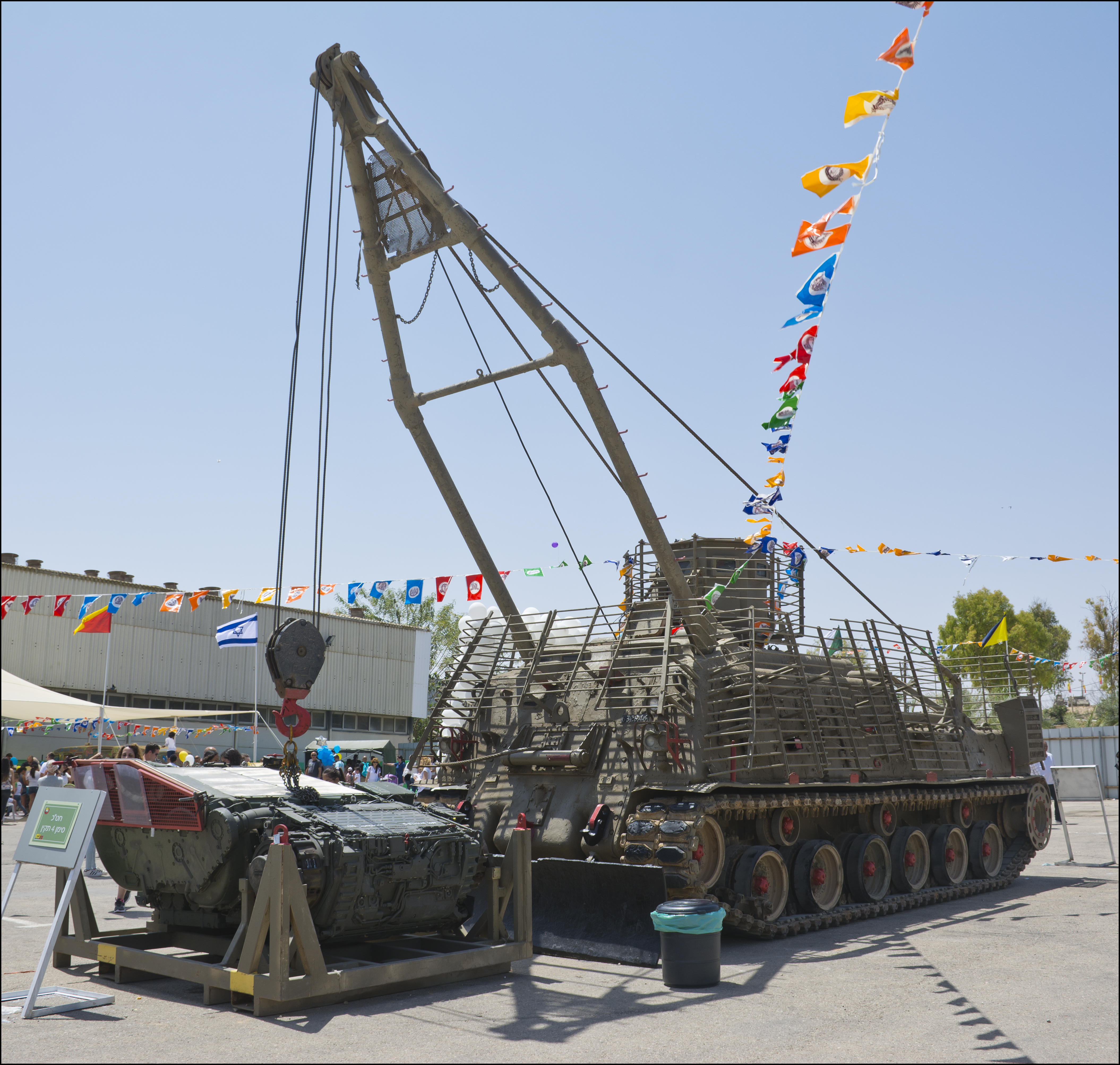
M88A1 Tachlatz Chiluz
ドッグハウス、スラットアーマー装備車両。

M48およびM60には、戦車型以外の種々の派生型が存在する。ここでは特にIDFで使用されている物について記す。
Magach Tagash（M60A1 AVLB Armored Vehicle Launched Bridge）
マガフ6の車体に折りたたみ式の橋を搭載した架橋戦車。アメリカ軍などで使用されているM60A1 AVLBと基本的に同型だが、マガフと同様にキャタピラがメルカバ型になり、合わせて起動輪も改造されている。
Magach Tagash Tsemed（M60A1 AVLB 2 separate birdge type）
Magach Tagashに搭載されている橋は、戦車の2倍程度の長さの橋を二つ折りにした物であるが、Magach Tagash Tsemedには戦車と同じ程度の長さの小型の橋が2個、搭載されている。Tsemedとはヘブライ語で"2組"（Pair）の意。
Magach Tagash Akrav
Magach Tagashの車体をベースに伸縮式のアームを装着し、アームの先に監視用の小屋を装着した特殊車両。IDFがガザ地区およびヨルダン川西岸地区に建設した分離壁の反対側を視察するために使用されている様である。監視小屋には12.7mm M2重機関銃と対RPG用のスラットアーマーが設置されている。"Akrav"は、ヘブライ語で"サソリ"（scorpion）の意。
Magach "mur"
MagachあるいはTagashの車体片側に巨大な鉄板の壁型構造物を取り付けた、破壊され穴の空いた分離壁を急遽塞ぐための特殊車輌。
Magach Hydra
主砲両サイドに攻撃ヘリコプター用ハイドラ70ロケット弾の19連装ランチャー（M261）を装着した車両で、マガフ6Rを改造した試作車両が1981年に第252機甲師団第52戦車大隊で評価試験を受けた際の写真が残されている。
Magachon (Magach APC/IFV)
砲塔を撤去したマガフの車体に装甲戦闘室を搭載した歩兵戦闘車あるいは装甲兵員輸送車で、おそらくセンチュリオン（ショット）を改修したナグマショット/ナグマホン/ナクパドン系列の方が運用上の利点があると判断され試作のみとなった。
M88A1 Tachlatz Chiluz
M48の車体を基にした装甲回収車。アメリカ軍などで仕様されているM88A1と基本的に同じ仕様であるが、履帯はM60タイプの物が使用されている。また、車体後部両側面に独自形状の雑具箱が追加されている。
近年になって、ガザ地区やレバノン南部地域で活動する車両に対して改修が行われており、キューポラ上に密閉式の戦闘室"ドッグハウス"が装着され、更に車体および戦闘室周囲にスラットアーマーを装着された状態となっている。
2010年代の終わり頃から、他のマガフ系車両と同様にメルカバと同型の履帯および新型起動輪に換装された車両もみられる。
"Tachlatz"は、IDFでのM88A1の愛称であり、"Chiluz"とはヘブライ語で"回収"（Recovery）を意味する語である。